# 戴耀廷
戴 耀廷（たい ようてい、ピン音表記：Tai Yiu Ting（タイ・ユーティン）、英語名：Benny Tai、英語名のカタカナ表記による日本語名：ベニー・タイ、混合名：Benny Tai Yiu Ting、1964年7月12日 - ）は、香港大学法学副教授、中環占拠の主催者。

## 来歴
1987年に香港大学を卒業し、法学学士を取得。また、ロンドン大学に留学し、法学碩士を取得している。1991年に香港大学の法学副教授になる。
1988年から2003年にかけて香港政庁・香港特別行政区政府の下で、香港基本法のための諮問委員会（1988年 - 1990年）、市民教育諮問委員会（1995年 - 2003年）のメンバーとして活動する。

## 中環占拠

### デモ実施までの経緯

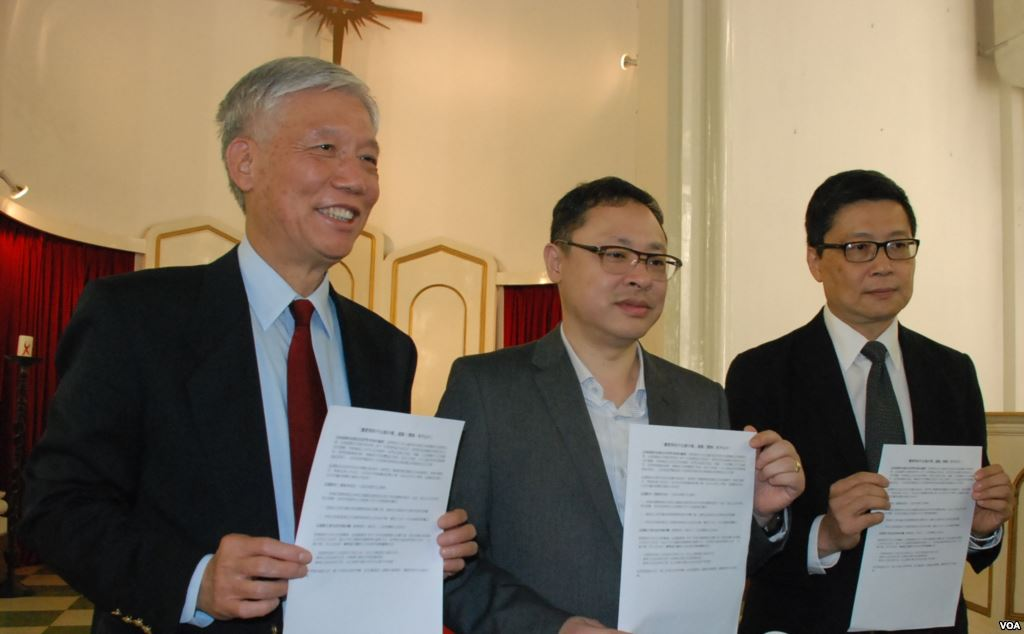
2013年3月27日、中環占拠信念書発表。左から朱耀明、戴耀廷、陳健民。

香港では2017年の行政長官選挙から1人1票の普通選挙が実施される予定だったが、香港政府は中国政府の意向を受け指名委員会の支持を得られない人物の立候補が出来ない制限選挙への変更を企図する。これに反対する戴は、2013年1月に中環を占拠し普通選挙の実施を迫るデモ計画を起草し、民主派政党の民主党と連携し実行に向けた準備を進めた。3月27日、戴は民主派メンバーの陳健民・朱耀明と連名で信念書を発表し、中環占拠計画を正式に公表する。
戴は中環占拠の前段階として数度に渡る討論会を実施し、普通選挙に向けた住民投票を計画した。また、台湾の太陽花学運の学生代表の林飛帆を招きデモのノウハウを学ぶことも計画した。
2014年7月29日、香港政府の林鄭月娥政務司長と会談するが、交渉は決裂している。8月31日、中国全人代常務委員会が民主派を行政長官選挙から排除する方針を正式決定したことを受け、民主党や学生団体の学民思潮と連携し予定通りデモを実施すると宣言。9月9日には、陳・朱と共に中国政府の決定に抗議するため剃髪した。
戴は10月1日の国慶節にデモを実施する予定でいたが、学生団体が9月26日から政府庁舎前で抗議集会を実施し、警官隊との衝突が激化したことに伴い計画を前倒し9月28日に中環占拠デモを実行する。

### デモの拡大と自首
9月28日に実行された中環占拠は、元々は金融街である中環のみを対象としたデモの予定だったが、先走りした学生団体と警官隊との衝突により香港全域に拡大していった。また、デモの開始と同時に黄之鋒・周永康ら学生団体が主導権を握るようになったため、戴の影響力は著しく低下した。
10月29日、戴は香港大学の教職に復帰すると発表した。ただし、デモへの参加は引き続き行うとした。11月1日には周や民主党らデモ参加団体の代表者と今後の対応を協議する。
12月2日、戴は陳・朱と共に会見し、長期化により混乱する事態を打開するため自首することを表明。学生団体にデモ隊の撤収を呼びかけるが、学生団体はこれを拒否した。当初は12月5日に自首する予定だったが、11月30日にデモ隊が政府庁舎前で再び警官隊と衝突したため、予定を繰り上げ12月3日に自首した。自首後、戴らは自首登録用紙を記入し1時間後には釈放され、在宅のまま取り調べが行われることになった。
2015年1月9日、戴らは違法集会を組織した容疑で出頭するように香港警察から要請を受け、24日に自首したが、3時間後には釈放された。
2019年4月、裁判所は2014年の大規模デモにおける公的不法妨害などの罪で有罪とし、禁錮1年4月の量刑を言い渡した。
香港国家安全維持法が施行された2020年7月、戴は、香港大学の評議員会により解雇された。
2020年9月の立法会選挙に向けて民主派が7月に計画した非公式な予備選挙をめぐって国家治安維持法違反容疑に問われ、2024年5月に香港高等法院より共謀罪で有罪判決を受けた。同年11月19日、戴は革命を主導したとして被告の中で最も重い禁錮10年となる量刑が言い渡された。

## 著作(すべて中国語、訳書なし)
- 《香港憲政的未來系列之三：兩制與一國的未來》（2015）
- 《香港憲政的未來系列之二：民主的未來》（2015）
- 《香港憲政的未來系列之一：法治的未來》（2015）
- 《憲政・中國：從現代化及文化轉變看中國憲政發展》（2012）
- 《司法覆核與良好管治》（2012）
- 《香港特區的法律制度》（羅敏威合著，2011）
- 《香港的憲政之路》（2010）
- 《法治心：超越法律條文與制度的價值》（2010）
- 《信仰與法律：基督徒在多元社會的公共角色》（2007）
- 《平權？霸權？：審視同性戀議題》（關啟文、康貴華合著，明光社，2005）
- 《佔領中環: 和平抗爭心戰室》（2013）

中国大陸で禁書とされる香港・台湾の書物を参照。